# U-Bahnhof Feldstraße

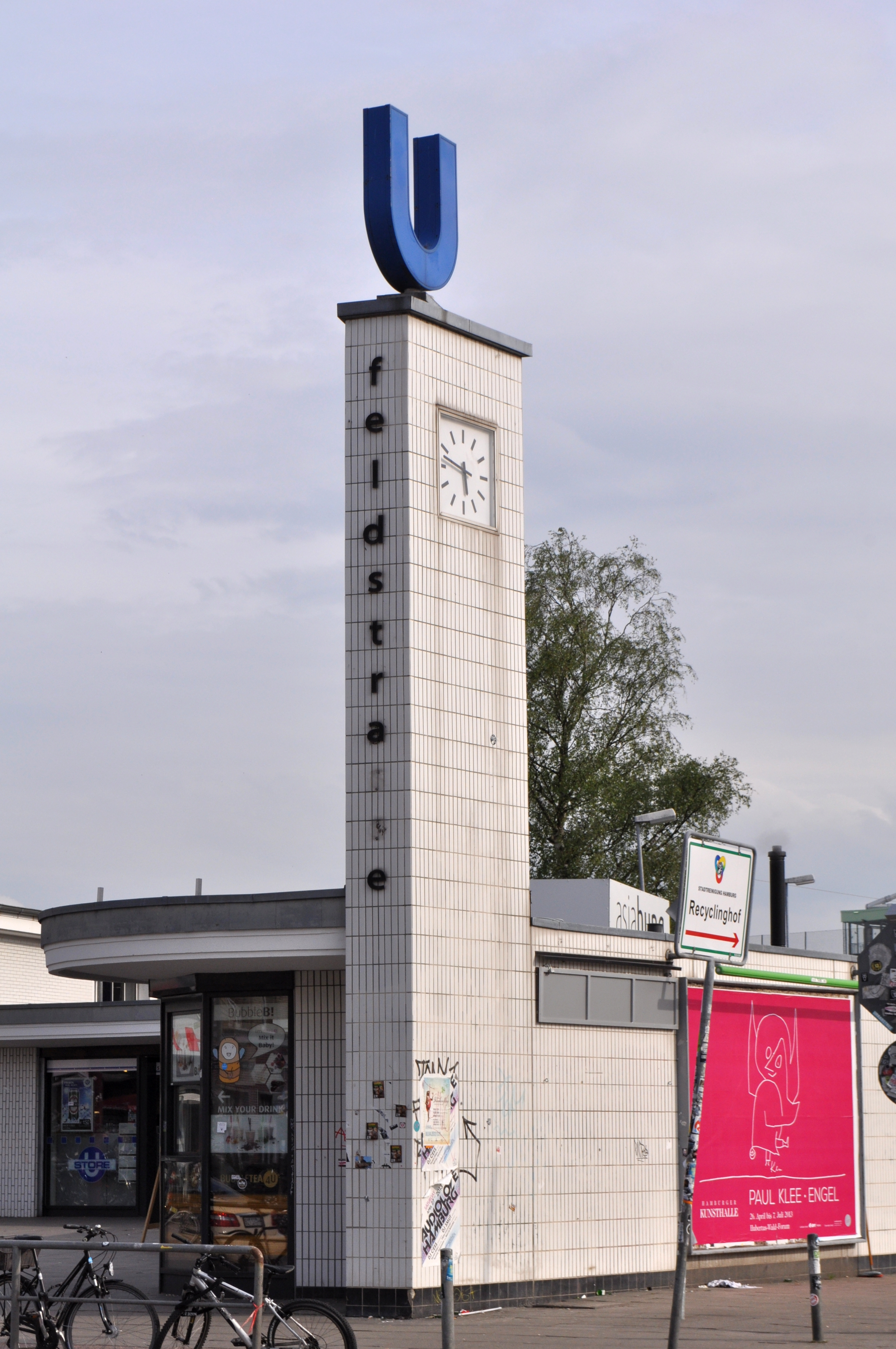
Turm am Eingangsgebäude

U-Bahnhof kurz nach der Eröffnung 1912

Der U-Bahnhof Feldstraße ist eine Haltestelle der Linie U3 der Hamburger U-Bahn im Stadtteil St. Pauli. Das Kürzel der Station bei der Betreiber-Gesellschaft Hamburger Hochbahn lautet „FE“.
Die Haltestelle wurde am 25. Mai 1912 als Bestandteil der Ringlinie eröffnet. 1926 wurde der Bahnsteig auf das heutige Maß von etwa 90 Metern verlängert, wodurch der Einsatz von 6-Wagen-Zügen möglich wurde. 1954 erhielt die Anlage ein neues, von Hans Loop entworfenes Zugangsgebäude. Es war nötig geworden, da der alte Ausgang direkt an der Feldstraße lag und räumlich viel zu eng war, vor allem wenn auf dem benachbarten Heiligengeistfeld der Dom stattfand. Außerdem war diese U-Bahn-Station ein wichtiger Umsteigepunkt zur Straßenbahn und für Arbeiter im benachbarten Schlachthof Hamburg. Aus diesem Grund liegt die heutige Zugangshalle zurückversetzt und besitzt einen großzügigen, von Ladengeschäften umsäumten Vorplatz. 
Der U-Bahnhof liegt am Rande des Heiligengeistfeldes im Tunnel in einfacher Tiefenlage und im rechten Winkel zur namensgebenden Feldstraße. Zwei Treppen, die etwa in der Mitte des Bahnsteigs aufsetzen, führen aufeinander zulaufend in das weiträumige Zugangsgebäude. 1996 wurde die Haltestelle kosmetisch überarbeitet und mit neuen Wandfliesen versehen. 
Die letzte Renovierung erfolgte 2007, als die Zugangshalle etwas „entrümpelt“ wurde. Auffallend ist der direkt an der Feldstraße stehende, weiß geflieste Turm mit dem freistehenden blauen „U“ auf der Spitze.
Zu normalen Zeiten nutzen täglich 17.153 Ein- und Aussteiger (Mo–Fr, 2019) die Haltestelle, während des Doms und bei Fußballspielen des FC St. Pauli sind es allerdings deutlich mehr. Im Jahr 2014 wurde sie barrierefrei ausgebaut, indem der Bahnsteig erhöht, ein Leitsystem eingerichtet und ein Aufzug installiert wurde.
Das betriebsinterne Stationskürzel lautet „FE“. Der Abstand zur Nachbarstation Sternschanze beträgt etwa 900 Meter, bis zum U-Bahnhof St. Pauli sind es knapp 700 Meter.

## Anbindung
Am U-Bahnhof Feldstraße besteht Übergang zu den Metrobuslinien 3 und 17 sowie zum Expressbus X3. Bis Juni 1975 gab es hier Straßenbahnen. Zuletzt war dies die Linie 11 auf ihrem Weg von Bahrenfeld, Trabrennbahn durch die Stresemannstraße weiter über Kaiser-Wilhelm-Straße und Rödingsmarkt nach Hauptbahnhof/ZOB. Noch bis 1959 hielten hier die Linien 11, 12 und 13 (11: Bahrenfeld – Harburg, Sand; Linie 12: Volkspark (Stadionstraße) – Rothenburgsort; Linie 13: Langenfelde – Rönneburg).
| Linie | Verlauf |
| ----- | --- |
| U 3   | Barmbek – Saarlandstraße – Borgweg (Stadtpark) – Sierichstraße – Kellinghusenstraße – Eppendorfer Baum – Hoheluftbrücke – Schlump – Sternschanze – Feldstraße (Heiligengeistfeld) – St. Pauli – Landungsbrücken – Baumwall (Elbphilharmonie) – Rödingsmarkt – Rathaus – Mönckebergstraße – Hauptbahnhof Süd – Berliner Tor – Lübecker Straße – Uhlandstraße – Mundsburg – Hamburger Straße – Dehnhaide – Barmbek – (in Planung Fuhlsbüttler Straße –) Habichtstraße – Wandsbek-Gartenstadt |